# AT2 (міна)
Міна AT2 — протитанкова міна, розроблена компанією Dynamit Nobel. Боєприпас може бути розкиданий артилерійськими ракетами або системами мінного встановлення і використовувався збройними силами Великої Британії, Німеччини та Норвегії аж до підписання Оттавського договору.

## Опис
Міна циліндрична з напівсферичним верхом і плоским дном. Тонкий дріт, тягнеться від верхньої частини міни і є контактним запалом S3. П'ять або більше металевих ніжок (залежно від конкретної моделі) навколо основи міни розкладаються, щоб вона могла стояти вертикально. Крім того, міна оснащена невеликим пластиковим парашутом, коли вона розгортається з ракет, щоб зменшити удар, коли міна приземляється.
Міна спрацьовує, коли запобіжник протягується по днищу транспортного засобу або коли його розчавлює тиск. Крім того, міна має підривник магнітного впливу. Міна використовує боєголовку з ефектом Мізна-Шардена для проникнення в черевну частину бронетехніки; сформований снаряд оптимізований для позаброньового впливу. Міна автоматично знищується через один із шести вибраних періодів, максимум до чотирьох днів; Повідомляється, що механізм самознищення надійний на 99 %. У разі відмови механізму самознищення через короткий проміжок часу вийде з ладу батарея, що живить запал. Міна додатково оснащена невизначеним протизривним пристроєм.

## Законність
Після підписання Оттавського договору Італія дійшла висновку, що підривник AT2 був достатньо чутливим, щоб його ввімкнула людина, і знищила свій запас із 45 000 мін.

## Технічні характеристики
- Вага: 2.22 кг
- Діаметр: 103,5 мм
- Висота:
  - Корпус міни: 128 мм
  - До вершини купола: 160 мм
  - До верхньої точки датчика: 700 мм
- Проникнення: > 140 мм

## Варіанти
- DM 1233 (300 000 випущено) для німецької 110 мм LARS
- DM 1274 (640 000 виготовлено до 1992 року) для системи мінного закладення Skorpion
- DM 1399 (вироблено 350 000) для РСЗВ і MiWS Skorpion.

## Бойове застосування

### Російсько-українська війна
Серед іншого, за допомогою реактивних систем М270/MARS українські військові проводили дистанційне мінування позицій російських військ. Так, в жовтні 2022 року російські військові знайшли у Донецькій області німецькі протитанкові міни DM1399. Також окупанти знайшли касету від цих мін, яка споряджається у спеціальній ракеті AT2 SCATMIN.
Під час боїв в районі Сватово-Кремінна для ускладнення постачання російського угрупування українські військові застосували дистанційне мінування мінами DM1399 з установок M270/MARS II.